# Кащеев, Фёдор Александрович
Фёдор Александрович Кащеев (6 декабря 1934, Аскино, Башкирская АССР — 25 декабря 2020) — один из основателей башкирской школы живописи, народный художник Башкирской АССР (1979).

## Биография
Родился 6 декабря 1934 года в деревне Аскино Аскинского района Башкирской АССР. В 1955 году окончил Уфимское театрально-художественное училище (педагог Я. С. Хаст). Позже несколько лет преподавал в родном училище.
Член Союза художников (СХ) СССР (1960). В конце 1960-х избирался председателем Башкирского отделения Союза художников, член Правления Союза художников СССР.
Основное собрание произведений хранится в Башкирском государственном художественном музее им. Нестерова в Уфе. Ряд полотен — в художественных музеях Петропавловска-Камчатского, Абакане, Красноярске и Ижевске.

## О его произведениях
В период формирования творчество Кащеева испытало воздействие художника А. Э. Тюлькина. Работает в жанре портрета и композиционной картины. Определяющая тема творчества — жизнь башкирского народа, его история и современность. Окрашенные самобытным национальным колоритом произведения раскрывают идею преемственной связи прошлого и настоящего. Обширна галерея портретов, в которых экспрессивно-психологическая линия творчества Кащеев получила наибольшую полную реализацию. Большинство героев полотен — жители села, отличающиеся красотой и самобытностью национального характера, внешней колоритностью. Цветовое решение полотен построено на принципах декоративности, палитра отличается чистотой цвета, активностью и яркостью.
Основные произведения: «Доярки» (1964), «Бабай» (1965), «Башкирский кумыс» (1966), «У колыбели» (1968), «Утро. Семья» (1969), «Фархи-апа» (1971), «Утро в заводской лаборатории» (1974); «Бурильщики» (1974), «Башкирский мед» (1977), «Сенокос в колхозе» (1979), «Кумысница» (1994) — все в Художественном музее им. М. В. Нестерова.
Среди его работ: 
- «Портрет матери», х. м., 1957.
- «Комбайнер», х. м,, 1958.
- «Птичница Анисья», х. м., 1958.
- «Ковровщицы», х. темп., 1964.
- «Доярки», х. темп., 1964.
- «Бабай», х. м., 1965.
- «Портрет матери», х. темп., 1967.
- «Семья», х. темп., 1967.
- «Башкирский кумыс», х. м., 1966—1967.
- «Птичница», х. темп., 1968.
- «Утро у колыбели», х. темп., 1969.
- «Письмо», х. темп., 1969.
- «Подружки», х. темп., 1970.
- «Утро в заводской лаборатории», х. темп., 1971—1973.
- «Мать солдата», х. темп., 1975.
- «Первая борозда», х. темп., 1977.
- «Башкирский мед», х. темп., 1977.
- Монументальная работа, мозаика, Дворец спорта, Уфа, 1969—1970 (совместно с А. А. Кузнецовым, В. Д. Пустарнаковым, Л. Я. Крулем, Р. Рафиковым, С. А. Литвиновым).
- Монументальная работа, мозаика в экстерьере и интерьере Дворца машиностроителей, Уфа, 1970—1972 (состав бригады тот же).

## Выставки
- Республиканские, Уфа, с 1957 все, кроме молодёжных 1972 и 1976 гг.
- Зональные выставки «Урал социалистический»: Свердловск, 1964; Пермь, 1967; Челябинск, 1969; Уфа, 1974.
- Декадная выставка произведений художников БАССР, Москва, Ленинград, 1969.
- Выставка произведений художников БАССР, посвященная 100-летию со дня рождения В. И. Ленина, Ульяновск, 1970.
- Выставка произведений художников 3-x зон, посвященная 100-летию со дня рождения В. И. Ленина, Москва, 1971.
- Выставка произведений художников автономных республик РСФСР, Москва, 1971.
- Всероссийская выставка «Советская Россия», Москва, 1967.
- Всероссийская выставка произведений художников «Советская Россия», Москва, 1970.
- Всероссийская выставка произведений художников «Советская Россия-5», Москва, 1975.
- Всероссийская художественная выставка, Москва, 1977.
- Всесоюзная выставка, посвященная 40-летию ВЛКСМ, Москва, 1958.
- Всесоюзная выставка работ молодых художников, Москва, 1966.
- Всесоюзная выставка работ молодых художников, Москва, 1967.
- Всесоюзная выставка, посвященная 50-летию Великого Октября, Москва, 1967.
- Всесоюзная художественная выставка «Советский портрет», Москва, 1973.
- Всесоюзная выставка «По Ленинскому пути», посвященная 60-летию Великого Октября, Москва, 1977.
- Международная выставка произведений советского искусства, Болгария, 1967.
- Международная выставка «Советское искусство», Польша, 1970.
- Выставка произведений художников БАССР в ГДР, г. Галле, 1975.
- Международная выставка «Советское искусство», Болгария, 1975.
- Персональные выставки состоялись в 1989 (Уфа, Москва, Ленинград).

## Награды
- Заслуженный художник РСФСР (1991)
- Заслуженный художник БАССР (1973)
- Народный художник Башкирской АССР (1979)
- Республиканская премия им. Г. Саляма (1968)
- Диплом 1-й степени Академии художеств СССР (1970)
- Золотая медаль имени В. И. Сурикова Союза художников РФ (2016)[3]